# Res ipsa loquitur
Res ipsa loquitur è una locuzione latina spesso utilizzata in ambito legale, che significa, letteralmente, "la cosa parla da sola", per riferirsi a cose e fatti evidenti, manifesti. 
Il principio res ipsa loquitur rappresenta uno dei tanti modi di supplire alle circostanze incerte.